# Euripus consimilis
Euripus consimilis är en fjärilsart som beskrevs av John Obadiah Westwood 1850. Euripus consimilis ingår i släktet Euripus och familjen praktfjärilar. Inga underarter finns listade i Catalogue of Life.

## Bildgalleri

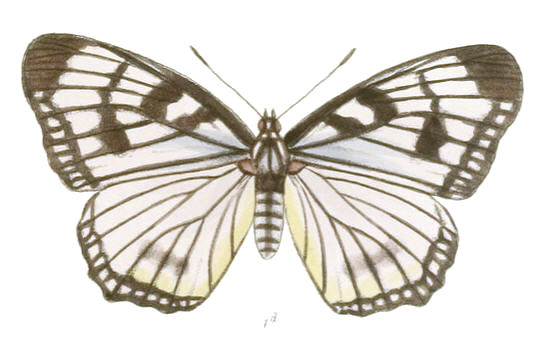
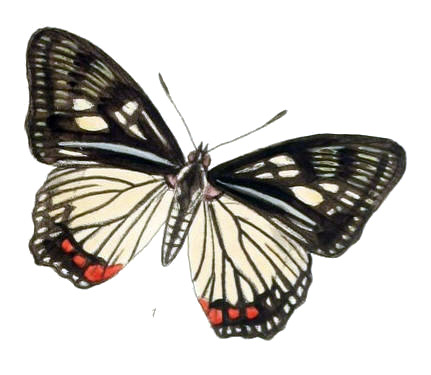
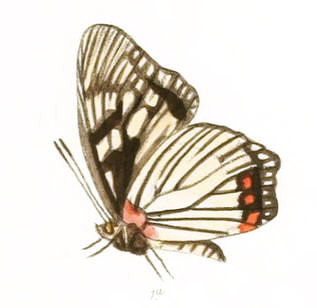
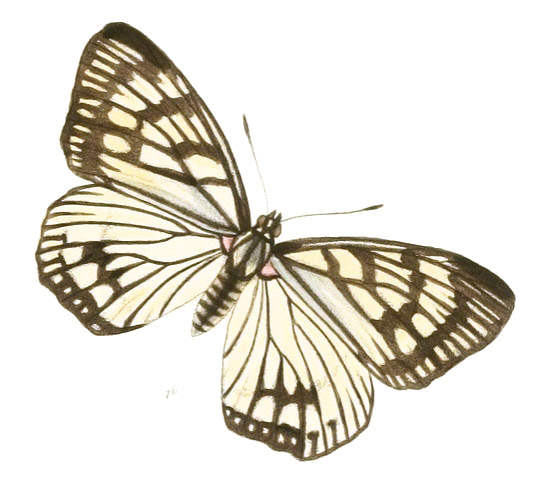
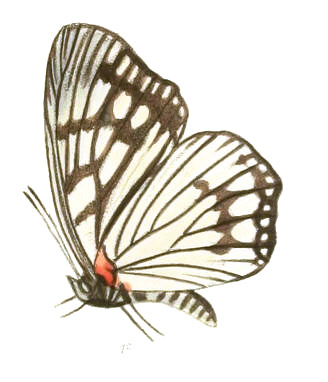
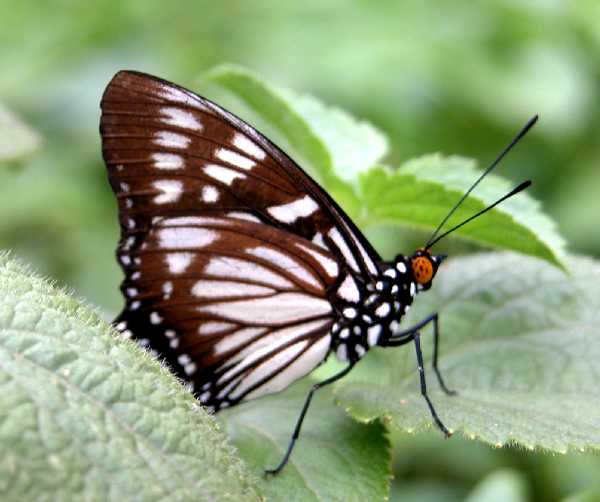